# Republican Action Against Drugs
Republican Action Against Drugs (RAAD) är en republikansk paramilitär grupp på Nordirland som är baserad runt Derry. Gruppen har varit involverad i ett större antal straffskjutningar av knarkhandlare på Nordirland. Gruppen säger sig ha nära anknytning till Provisoriska IRA och stödjer deras aktiviteter. 
Under 2010 utförde de flera aktioner i Newry och andra områden på Nordirland.